# Ableitung einer Menge
Unter der Ableitung einer Menge versteht man in der Mathematik die Menge aller Häufungspunkte dieser Menge. Vorausgesetzt wird dabei, dass auf der Menge ein Abstandsbegriff oder allgemeiner eine Topologie definiert ist. Ein gleichbedeutender Ausdruck ist die  Derivierte der Menge. Heißt die Menge {\displaystyle M}, so sind Zeichen für ihre Ableitung {\displaystyle M^{\prime }}, {\displaystyle M^{\rm {d}}} oder, für die erste Ableitung, {\displaystyle M^{(1)}}.

## Geschichte
Das Konzept wurde von Georg Cantor 1872 eingeführt und in seinen ersten Schriften zur Begründung der Mengenlehre benutzt, anfangs für die Untersuchung von Fourierreihen. Er betrachtete die aufeinanderfolgenden Ableitungen einer Punktmenge und bezeichnete {\displaystyle M^{(n)}} als Punktmenge n-ter Art, wenn {\displaystyle M^{(n+1)}} leer ist. Insbesondere führte die Folge der Ableitungen Cantor auf die Einführung transfiniter Ordinalzahlen. Bildet man die Folge der Ableitungen einer Menge, so sind die niedrigeren Ableitungen in den höheren enthalten und die Menge der Punkte, die in allen Ableitungen enthalten ist, kann als Ableitung der Ordnung „Unendlich“ ({\displaystyle \infty }) aufgefasst werden, {\displaystyle M^{\infty }}, später von ihm {\displaystyle \omega } genannt. Von da aus kann man dann weiter mit Ableitungen von {\displaystyle M^{\infty }} fortfahren (siehe Ordinalzahl). Das veröffentlichte er zwar noch nicht 1872, besaß die Idee aber seit 1870.

## Höhere Mengenableitungen
Höhere Mengenableitungen werden induktiv definiert: Die {\displaystyle n}-te Ableitung {\displaystyle M^{(n)}} ist die Ableitung der {\displaystyle (n-1)}-ten Ableitung {\displaystyle M^{(n-1)}}. Die abgeschlossene Hülle von {\displaystyle M} wird auch als die nullte Ableitung von {\displaystyle M} bezeichnet. Allgemeiner wird für jede isolierte Ordinalzahl {\displaystyle \xi } die {\displaystyle \xi }-te Ableitung {\displaystyle M^{(\xi )}} durch {\displaystyle M^{(\xi )}=(M^{(\xi -1)})^{(1)}} und für jede Limeszahl {\displaystyle \xi } durch {\displaystyle M^{(\xi )}=\textstyle {\bigcap _{\eta <\xi }}M^{(\eta )}} definiert.

### Beispiel
Für eine Menge {\displaystyle M\subseteq \mathbb {Q} } definiere {\displaystyle 1/M=\{1/m\}_{m\in M}} und {\displaystyle x\pm M=\{x\pm m\}_{m\in M}}.

Für eine Menge {\displaystyle M\subseteq \mathbb {Q} } und {\displaystyle a\in M} definiere {\displaystyle M_{<a}=\{\,m\in M\;|\;m<a\,\}} und analog {\displaystyle M_{>a}}.

Sei {\displaystyle X=(-1-1/\mathbb {N} )\cup (-1/\mathbb {N} )\cup \{0\}\cup (1/\mathbb {N} )\cup (1+1/\mathbb {N} )={\bigl \{}{-2},-{\tfrac {3}{2}},-{\tfrac {4}{3}},\dots ,-1,-{\tfrac {1}{2}},-{\tfrac {1}{3}},\dots ,0,\dots ,+{\tfrac {1}{3}},+{\tfrac {1}{2}},+1,\dots ,+{\tfrac {4}{3}},+{\tfrac {3}{2}},+2{\bigr \}}}. Die offenen Teilmengen von {\displaystyle X} sind {\displaystyle X} oder {\displaystyle X} ohne einen Mittelteil, der {\displaystyle 0} enthält, also {\displaystyle X\setminus [-a,+b]} für {\displaystyle a,b\in \mathbb {Q} _{\geq 0}}. (Eine Basis ist {\displaystyle \{X\}\cup \{X_{<x}\}_{x\in X_{<0}}\cup \{X_{>x}\}_{x\in X_{>0}}}.)
Jede offene Umgebung einer positiven Zahl enthält alle größeren Zahlen und jede offene Umgebung einer negativen Zahl enthält alle kleineren Zahlen. Die einzige offene Menge, die {\displaystyle 0} enthält, ist {\displaystyle X} selbst. Daher sind {\displaystyle -2} und {\displaystyle +2} die einzigen Elemente von {\displaystyle X}, die keine Häufungspunkte sind: {\displaystyle \{-2\}} und {\displaystyle \{+2\}} sind offene Mengen. Die Mengenableitung {\displaystyle X^{(1)}} ist also {\displaystyle X^{(1)}=X\setminus \{-2,+2\}}. Die Mengenableitung schneidet also die Endpunkte ab:
- {\displaystyle X^{(1)}=X\setminus \{-2,+2\}={\bigl \{}{-{\tfrac {3}{2}}},-{\tfrac {4}{3}},\dots ,-1,-{\tfrac {1}{2}},-{\tfrac {1}{3}},\dots ,0,\dots ,+{\tfrac {1}{3}},+{\tfrac {1}{2}},+1,\dots ,+{\tfrac {4}{3}},+{\tfrac {3}{2}}{\bigr \}}},
- {\displaystyle X^{(2)}=X\setminus {\bigl \{}{-2},-{\tfrac {3}{2}},+{\tfrac {3}{2}},+2{\bigr \}}={\bigl \{}{-{\tfrac {4}{3}}},\dots ,-1,-{\tfrac {1}{2}},-{\tfrac {1}{3}},\dots ,0,\dots ,+{\tfrac {1}{3}},+{\tfrac {1}{2}},+1,\dots ,+{\tfrac {4}{3}}{\bigr \}}},
- {\displaystyle X^{(3)}=X\setminus {\bigl \{}{-2},-{\tfrac {3}{2}},-{\tfrac {4}{3}},+{\tfrac {4}{3}},+{\tfrac {3}{2}},+2{\bigr \}}={\bigl \{}{-{\tfrac {5}{4}}},\dots ,-1,-{\tfrac {1}{2}},-{\tfrac {1}{3}},\dots ,0,\dots ,+{\tfrac {1}{3}},+{\tfrac {1}{2}},+1,\dots ,+{\tfrac {5}{4}}{\bigr \}}},
- {\displaystyle X^{(n)}=X\setminus {\bigl \{}{-2},\dots ,-{\tfrac {n+1}{n}};+{\tfrac {n+1}{n}},\dots ,+2{\bigr \}}={\bigl \{}{-{\tfrac {n+2}{n+1}}},\dots ,-1,-{\tfrac {1}{2}},-{\tfrac {1}{3}},\dots ,0,\dots ,+{\tfrac {1}{3}},+{\tfrac {1}{2}},+1,+{\tfrac {n+2}{n+1}}{\bigr \}}}.

Folglich ist
{\displaystyle X^{(\omega )}=\bigcap _{n=1}^{\infty }X^{(n)}=\{-1,-{\tfrac {1}{2}},-{\tfrac {1}{3}},\dots ,0,\dots ,+{\tfrac {1}{3}},+{\tfrac {1}{2}},+1\}}.
Diese Menge hat die Endpunkte {\displaystyle -1} und {\displaystyle +1}, somit gilt:
- {\displaystyle X^{(\omega +1)}=X^{(\omega )}\setminus \{-1,+1\}={\bigl \{}{-{\tfrac {1}{2}}},-{\tfrac {1}{3}},\dots ,0,\dots ,+{\tfrac {1}{3}},+{\tfrac {1}{2}}{\bigr \}}},
- {\displaystyle X^{(\omega +2)}=X^{(\omega )}\setminus {\bigl \{}{-1},-{\tfrac {1}{2}},+{\tfrac {1}{2}},+1{\bigr \}}={\bigl \{}{-{\tfrac {1}{3}}},\dots ,0,\dots ,+{\tfrac {1}{3}}{\bigr \}}},
- {\displaystyle X^{(\omega +3)}=X^{(\omega )}\setminus {\bigl \{}{-1},-{\tfrac {1}{2}},-{\tfrac {1}{3}},+{\tfrac {1}{3}},+{\tfrac {1}{2}},+1{\bigr \}}={\bigl \{}{-{\tfrac {1}{4}}},\dots ,0,\dots ,+{\tfrac {1}{4}}{\bigr \}}},
- {\displaystyle X^{(\omega +n)}=X^{(\omega )}\setminus {\bigl \{}{-1},\dots ,-{\tfrac {1}{n}};+{\tfrac {1}{n}},\dots ,+1{\bigr \}}={\bigl \{}{-{\tfrac {1}{n+1}}},\dots ,0,\dots ,+{\tfrac {1}{n+1}}{\bigr \}}}.

Folglich ist
{\displaystyle X^{(\omega +\omega )}=X^{(\omega \cdot 2)}=\{0\}}
und
{\displaystyle X^{(\omega \cdot 2+1)}=\emptyset }.
Analog erreicht für breitere Anfangsmengen {\displaystyle X} (von {\displaystyle -n} bis {\displaystyle +n}) erst {\displaystyle X^{(\omega \cdot n+1)}=\emptyset }. Werden die Intervalle gequetscht, ergeben sich beliebige abzählbare Ordinalzahlen {\displaystyle \alpha }, die notwendig sind, damit {\displaystyle X^{(\alpha )}=\emptyset }.

## Eigenschaften
Die Ableitung einer Menge kann leer sein. In einem T1-Raum gelten folgende Regeln:
- {\displaystyle (M\cup N)^{(1)}=M^{(1)}\cup N^{(1)}}
- {\displaystyle M^{(1)}\setminus N^{(1)}\subseteq (M\setminus N)^{(1)}}
- {\displaystyle (M^{(1)})^{(1)}\subseteq M^{(1)}}
- {\displaystyle \textstyle \left(\bigcap _{t\in T}M_{t}\right)^{(1)}\subseteq \bigcap _{t\in T}M_{t}^{(1)}}
- {\displaystyle \textstyle \bigcup _{t\in T}M_{t}^{(1)}\subseteq \left(\bigcup _{t\in T}M_{t}\right)^{(1)}}
- {\displaystyle M\subseteq N\ \Rightarrow \ M^{(1)}\subseteq N^{(1)}}
- {\displaystyle {\overline {M}}=M\cup M^{(1)}}
- {\displaystyle {\overline {M}}^{(1)}={\overline {M^{(1)}}}=M^{(1)}}
- {\displaystyle \eta <\xi \Rightarrow M^{(\eta )}\supseteq M^{(\xi )}.}

Eine Menge {\displaystyle M} ist genau dann perfekt, wenn {\displaystyle M^{(1)}=M}. Der insichdichte Kern einer Menge ist der Durchschnitt seiner Ableitungen.

## Räume mit abzählbarer Basis
Sei {\displaystyle \operatorname {cp} (M)} die Menge der Kondensationspunkte von {\displaystyle M}.
In einem topologischen Raum mit abzählbarer Basis gilt:
- Erster Satz von Lindelöf[7]: {\displaystyle \operatorname {card} (M\setminus \operatorname {cp} (M))<\aleph _{1}},
- Satz von Cantor-Bendixson, I[8]: Jede abgeschlossene Menge lässt sich als Vereinigung von einer perfekten und einer höchstens abzählbaren Menge darstellen. In polnischen Räumen ist diese Darstellung eindeutig.

Daraus ergibt sich als Folgerung:
- Jede abgeschlossene Menge ist entweder höchstens abzählbar oder hat die Mächtigkeit des Kontinuums.

Ein möglicher Beweis verwendet
- Satz von Cantor-Bendixson, II[7]: In Räumen mit abzählbarer Basis endet für jede Teilmenge die Folge ihrer Ableitungen immer mit einer perfekten Menge, d. h. für jede Menge {\displaystyle M} existiert eine Ordinalzahl {\displaystyle \xi <\Omega }, so dass {\displaystyle M^{(\xi )}=M^{(\xi +1)}}.

Die kleinste derartige Ordinalzahl heißt Cantor-Bendixsonscher Grad der Menge.
Der zweite Satz von Cantor-Bendixson ist eine Verallgemeinerung des ersten. Man betrachte die auf {\displaystyle M} durch {\displaystyle X} induzierte Topologie. Wenn {\displaystyle \beta } der Cantor-Benidixsonsche Grad der Menge {\displaystyle M} in diesem Raum ist, dann ist
{\displaystyle M=\bigcup _{\alpha <\beta }(M^{(\alpha )}\setminus M^{(\alpha +1)})\cup M^{(\beta )}}.
Die Mengen {\displaystyle M^{(\alpha )}\setminus M^{(\alpha +1)}} bestehen nur aus isolierten Punkten und sind höchstens abzählbar. Die Menge
{\displaystyle \bigcup _{\alpha <\beta }(M^{(\alpha )}\setminus M^{(\alpha +1)})}
ist als Vereinigung von höchstens abzählbar vielen höchstens abzählbaren Mengen selbst höchstens abzählbar. Die Menge {\displaystyle M^{(\beta )}} ist wegen {\displaystyle M^{(\beta )}=M^{(\beta +1)}} perfekt.